# Nathan Birnbaum
Nathan Birnbaum (em hebraico: נתן בירנבוים; pseudônimos: "Mathias Acher", "Dr. N. Birner", "Mathias Palme", "Anton Skart", "Theodor Schwarz" e "Pantarhei") (Viena, Império Austríaco, 16 de maio de 1864 - Scheveningen, Holanda, 2 de abril de 1937) foi um escritor e jornalista austríaco, pensador e nacionalista judeu, criador do termo "sionismo".
Nathan Birnbaum nasceu em uma família judia do Leste Europeu com raízes na Galícia austríaca e na Hungria. Seu pai, Menachem Mendel Birnbaum, um comerciante, veio de Ropshitz, na Galícia (atual Polônia). Sua mãe, Miriam Birnbaum (nascida Seelenfreund), nasceu na Transcarpátia (na atual Ucrânia), em uma família com ilustre linhagem rabínica, mas mudou-se quando criança para Tarnow, na Galícia. Lá eles se conheceram e se casaram, posteriormente mudando-se para Viena, onde Nathan nasceu.
Sua vida teve três fases principais, representando uma progressão em seu pensamento: uma fase sionista (c. 1883 – c. 1900); uma fase de autonomia cultural judaica (c. 1900 – c. 1914), que incluiu a promoção da língua iídiche; e uma fase religiosa (c. 1914–1937), quando ele se voltou para o judaísmo ortodoxo e se tornou firmemente antissionista.

## Sionismo
Entre 1882 e 1886, Nathan Birnbaum estudou direito, filosofia e estudos do Oriente Próximo na Universidade de Viena.
Em 1883, com apenas 19 anos, ele fundou a primeira associação estudantil judaica de Viena, à qual denominou Kadimah, muitos anos antes de Theodor Herzl se tornar o principal porta-voz do movimento sionista. Ainda estudante, fundou e publicou o periódico Selbstemanzipation! ("Autoemancipação!"), com grande parte do conteúdo redigido por ele mesmo. Foi nesse jornal que ele cunhou os termos "sionista", "sionismo" (1890) e "sionismo político" (1892).
Em 1897, participou do Primeiro Congresso Sionista, onde desempenhou papel de destaque e foi eleito Secretário-Geral da Organização Sionista. Ele se dedicou mais aos aspectos culturais do sionismo, ao invés dos aspectos políticos, e foi um dos representantes mais importantes daquela vertente. No entanto, pouco depois do Congresso, ele deixou a Organização Sionista, descontente com a visão dos judeus da diáspora que, sem profundas raízes judaicas, transformavam os ideais sionistas em uma máquina partidária. Após o Segundo Congresso Sionista, ele se afasta de Herzl em definitivo.
Ele se casou com Rosa Korngut (1869–1934), e o casal teve três filhos: Solomon (Salomo) (1891–1989), Menachem (1893–1944) e Uriel (1894–1956).

## Autonomia cultural
Na próxima fase de sua vida, Nathan Birnbaum passou a defender a autonomia cultural judaica, ou o nacionalismo Golus, concentrando-se em particular nos judeus da Europa Oriental. Ele defendia que os judeus fossem reconhecidos como um povo entre os outros povos do império, tendo o iídiche como sua língua oficial. Ele se candidatou ao parlamento austríaco em nome dos judeus em Buczacz, no leste da Galícia. Embora tenha obtido a maioria dos votos, a sua eleição foi frustrada pela facção polonesa local, que teria manipulado o processo eleitoral.
Em 1908, foi o principal organizador da Conferência para a Língua Iídiche realizada em Czernowitz, de 30 de agosto a 3 de setembro daquele ano. Foi a primeira conferência em língua iídiche já realizada. Na conferência, ele tomou o lugar do seu colega e companheiro ativista iídiche, o escritor Sholem Aleichem que estava gravemente doente. A conferência declarou o iídiche uma língua legítima para o povo judeu, juntamente com o hebraico.

## Judaísmo ortodoxo e antissionismo
A partir de 1912, Birnbaum passou a se interessar cada vez mais pelo judaísmo ortodoxo e se tornou um judeu ortodoxo totalmente praticante por volta de 1916. Ele continuou a atuar particularmente como defensor dos judeus da Europa Oriental e da língua iídiche. De 1919 a 1922, foi Secretário Geral da Agudat Israel, uma organização judaica ortodoxa antissionista amplamente difundida e influente. Ele fundou a sociedade dos "olim" (hebraico para "ascendentes"), que tinha um programa específico de ação dedicado à ascensão espiritual do povo judeu.
Birnbaum, condenando o sionismo político, 1919:
E é possível que nós, que consideramos o judaísmo como nosso único tesouro, possamos competir com demagogos especialistas e autopromotores barulhentos como eles [os sionistas]? Certamente não é necessário que o façamos. Afinal, ainda somos as montanhas e eles os grãos, e tudo o que precisamos fazer é reunir todas as nossas forças em uma organização mundial de judeus religiosos, e isso acontecerá por si só, e sem a aplicação de nenhuma grande astúcia política de nossa parte, que teremos o poder de impedir o que precisa ser impedido e de executar o que temos que executar. Mas não há necessidade de criar primeiro esta organização mundial de judeus religiosos. Ela já existe. O mundo conhece seu nome, é Agudat Israel [A União de Israel].— Nathan Birnbaum 
Ele continuou a escrever e a dar palestras. Sua publicação mais conhecida desse período de sua vida foi Gottes Volk, ("Povo de Deus"), publicado em 1918 em alemão e traduzido em 1921 para o iídiche.
Em 1933, na época da ascensão nazista ao poder, Birnbaum e parte de sua família moravam em Berlim. Eles fugiram juntos para Scheveningen, na Holanda, com a ajuda do empresário e diplomata Henri B. van Leeuwen (1888-1973) - Birnbaum, sua esposa e seu filho Menachem, além de um artista e sua família. Lá, Birnbaum, van Leeuwen e o banqueiro Daniel Wolfe publicaram o jornal antissionista Der Ruf ("O Chamado"). Enquanto Menachem e sua família foram assassinados pelos nazistas em 1944-45, outro filho, Solomon (professor de paleografia iídiche e hebraica) e sua família conseguiram fugir de Hamburgo para a Inglaterra. Seu terceiro filho, Uriel, um artista e poeta, fugiu de Viena para a Holanda com sua família em 1939. Van Leeuwen, também judeu ortodoxo, tornou-se um líder antissionista holandês e sobrevivente do campo de concentração de Bergen-Belsen.
Birnbaum morreu em Scheveningen em 1937 após um período de doença grave.